# Прозоровский, Александр Александрович
Князь Алекса́ндр Алекса́ндрович Прозоро́вский (1733 — 9  (21 августа) 1809) — русский генерал-фельдмаршал, московский главнокомандующий в 1790—1795 годах. В 1781—1783 годах генерал-губернатор Орловского и Курского наместничеств.
Участник Семилетней войны: начав её капитаном закончил полковником. Участник сражений при Гросс-Егерсдорфе, осаде Кюстрина, сражениях при Цорндорфе, Пальциге, Кунерсдорфе, Берлинской экспедиции 1760 года. В 1767—1768 годы принимал активное участие в войне с конфедератами. Проявил себя при взятии Кракова. Участник русско-турецкой войны 1768—1774 годов. В 1769 году неоднократно отличился под Хотином, затем в Дунайских княжествах. В 1771—1778 годы активно участвовал в присоединении Крыма к Российской империи. Во время управления Курским, Орловским наместничествами и Москвой старался (порой излишне) регламентировать и упорядочить работу чиновников. В 1792 году руководил разгромом вольнодумного кружка Николая Ивановича Новикова. В 1807—1809 командующий Дунайской армии в русско-турецкую войну 1806—1812 годов. Владелец усадьбы Никольское-Прозоровское, автор воспоминаний.

## Биография
Представитель знатнейшего рода Прозоровских, Александр Александрович писал с гордостью: «Предки мои, происходя от российского княжеского колена, с отличностию от современных своих государей были употребляемы».
Сын князя Александра Никитича Прозоровского (1687—1740) и Анны Борисовны (1686—20.10.1772), дочери князя Бориса Алексеевича Голицына, дядьки Петра I. Его отец от первой жены, Прасковьи Васильевны Леонтьевой, имел сына, именем также Александра (1715/1716—1769), генерал-майора

### Ранние годы
Получил домашнее воспитание в Ярославле. 7 (18) июня 1742 года по обычаям того времени в десятилетнем возрасте зачислен на службу солдатом в Семёновский лейб-гвардии полк, одновременно с Александром Васильевичем Суворовым. По малолетству для обучения наукам был отпущен домой своим командиром полковником Степаном Фёдоровичем Апраксиным. В Москве изучал французский и немецкий языки, географию, историю и инженерное дело.
Произведен 1 (12) августа 1744 года в капралы, 10 (21) марта 1746 года — в фурьеры (по другим источникам в 1746 году зачислен в капралы, в 1751 году — в фурьеры), 1 (12) февраля 1752 года — в каптенармусы, 18 (29) декабря 1753 года — в сержанты. 25 апреля (6 мая) 1754 года, как и Суворов, был выпущен в армейский пехотный полк в чине поручика (Суворов попал в Ингерманландский, Прозоровский изъявил желание и попал во Второй Московский полк, так как там подполковником служил его старший брат и полный тёзка Александр Александрович Прозоровский). С Суворовым состоял и в родстве: тот был женат на княжне Варваре Ивановне Прозоровской, троюродной сестре Александра Александровича.
После зачисления в армию был на год отпущен домой «для исправления екипажей», который по ходатайству его матери продлили до 1 января 1756 года. Александр Александрович стремясь к этой дате вернутся в полк, находившийся у Санкт-Петербурга прибыл в столицу. Но там заболев оспой провел зиму. А после частичного выздоровления был определён асессором в Главный военный суд.
Весной 1756 года Александр Александрович попал в свой Московский полк (штаб-квартира которого находилась в Старой Ладоге, а сам полк квартировал вдоль Волхова). Его брат Прозоровский Александр Александрович Старший (ставший в 1755 году полковником) передал своему брату Прозоровскому Александру Александровичу Младшему вторую гренадерскую роту отсутствовавшего капитана Эверлакова. В мае 1756 года вместе со своим командиром капитаном Еверлаковым и второй гренадерской ротой направился и в июне прибыл в Ригу, где формировался Екатеринославский гренадерский полк. В этом принимал участие Василий Михайлович Долгоруков дядя жены Прозоровского Александра Александровича Старшего и ожидалось назначение Александра Александровича Старшего полковником, но был назначен Яков Ефимович Сиверс. Благодаря помощи Долгорукова Прозоровский Александр Александрович Младший переведен в свой Московский полк. Осенью 1756 года направляясь в Санкт-Петербург он встретил полк у Нарвы и вместе с ним направился в Лифляндию. На мысе Карес была штаб-квартира полка стоявшего на зимних квартирах

### Участник Семилетней войны
Стал полковником в Семилетнюю войну: начав её капитаном — 9 (20) октября 1756 года. В мае 1757 года он вместе с армией возглавляемой Степаном Фёдоровичем Апраксиным, из Риги, через курляндскую Митаву, литовские Кейданы, Ковно двинулся к границам Пруссии Сделав у Ковно месячную остановку, армия возобновила движение и у Каушан перешла прусскую границу По воспоминаниям Александра Александровича, в Восточной Пруссии армия испытывала проблемы со снабжением фуражом. Он сам накануне Грос-Егерсдорфского сражения под командой генерал-майора Александра Никитича Вильбоа прикрывал фуражиров, ушедших за 30 и более вёрст от армии. Услышав выстрелы, фуражиры в ночь с 18 на 19 августа вернулись в свои полки. На рассвете полки, подчинённые дивизионному командиру Василию Абрамовичу Лопухину, двинулись вперед и наткнулись на выходившие из лесу прусские войска Левальда
В сражении при Гросс-Егерсдорфе Александр Александрович Младший был ранен пулей в левую ногу, а его брат Александр Александрович Старший в сражении был тяжело ранен в верхнюю часть правой ноги. После победы, пробыв около недели у Гросс-Егерсдорфа, Вторая дивизия генерал-поручика Ивана Алексеевича Салтыкова в составе армии двинулась к Кёнигсбергу, но осенью армия отступила к Тильзиту, уступив малочисленному прусскому корпусу Георга Голштинского половину города. Полк Александра Александровича через Мемель вернулся в Курляндию, его рота зимовала на Штемпель мызе и в Карес мызе.
Этой зимой командование русской армии перешло к Виллиму Виллимовичу Фермору. 11 января 1758 года войска вновь вступили в Пруссию. Вторая дивизия генерал-поручика Александра Михайловича Голицына (куда входил Второй Московский полк) через Тильзит двинулась в Торунь, где 28 июня (9 июля) 1758 года Прозоровский получил чин секунд-майора. В этом чине он был взят А. М. Голициным в дежур-майоры. От Торуни через Познань дивизия двинулась к Ландсбергу, а от него пошла к Кюстрину.
При осаде Кюстрина 4 (15) августа 1758 года Александр Александрович проявил себя в окрестностях города, а 14 августа принял участие в Цорндорфской битве. В этой битве через Прозоровского князь Александр Михайлович Голицын передавал указания генералу Юрию Юрьевичу Броуну и генерал-поручику Петру Ивановичу Панину. Также он в ходе битвы собрал солдат разных подразделений, желавших организованно вернутся в бой. При этом построении он был ранен в правое плечо. Получив тяжёлую рану, Прозоровский покинул битву и присоединился к раненым (среди них были генералы Юрий Юрьевич Броун и Степан Антипович Языков).
После окончания сражения Александр Александрович как и другие раненые направился в Ландсберг, а потом в восточнопрусский Прейш Голланд. Когда рана затянулась, Александр Александрович поехал в Кёнигсберг, чтобы вылечить руку, которая не разгибалась. Назначенное лечение помогло. После выздоровления Александр Александрович поехал в Эльбинг, где находился Второй Московской полк. К этому времени закончилась военная кампания 1758 года.
В марте 1759 года, после получения информации о прусском наступлении на Диршаву, Александр Александрович вместе с гренадерским батальоном направился туда к генерал-майору Михаилу Никитичу Волконскому. Пробыв там около месяца, он вернулся в дивизию, после чего был отправлен в Воронежский полк. Этот полк относился к Первой дивизии. 12 (23) июля 1759 года и принял участие в сражении при Пальциге против прусской армии Веделя.
После победы над Веделем русская армия разделилась. Один корпус был направлен на Кроссен, а другой (куда входил Воронежский полк) под командованием генерал-поручика Вильбоа был направлен к Франкфурту-на-Одере. Русские, заняв этот город, ожидали подхода армии австрийского генерала Лаудона. Но оказалось, что между русскими и австрийскими силами находился корпус Генриха Прусского. Александра Александровича с 20 гусарами планировали послать с сообщением к Лаудону. Но после прибытия австрийского гонца это стало неактуальным и Прозоровского во главе отряда из 50 гусар и 20 казаков отправили в разведку в сторону Берлина. Достигнув «Фирштейвалда», они обнаружили разъезды прусских гусар. К моменту их возвращения к Франкфурту-на-Одере подошли и австрийская и прусская армии. Пока войска строили полевые укрепления, Александра Александровича направили в сторону Кюстрина за фуражом. Партия вернулась ночью, а уже утром 1 (12) августа 1759 года началось Кунерсдорфское сражение в котором активно проявил себя и Прозоровский.
После победы русская армия двинулась к местечку Либероз, где был расположен лагерь прусского короля Фридриха. Русские и австрийские полководцы предлагали друг другу атаковать прусаков. Не договорившись о совместных действиях (нападение на лагерь Фридриха или поход на Берлин), австрийцы двинулись в Саксонию, а русские ушли в Силезию, где находились до ноября 1758 года. Русская армия отошла на зимние квартиры на Вислу и Восточную Пруссию. Заболевший Прозоровский остался на лечение в Риденсбурге. Зимой состоялось его новое повышение в чине. «Русский биографический словарь» датирует получение чина премьер-майора 20 (31) декабря 1759 года, сам Прозоровский датирует это летом 1759 года. А 1 (12) января 1760 года он получил чин подполковника и одновременно был переведён в 1-й Гренадерский полк. Из-за переизбытка офицеров «остался сверх комплекту». После того как командиром Первой дивизии стал Пётр Александрович Румянцев, Александр Александрович был назначен комендантом Торуни
Весной 1760 года армия направилась в Познань, а оттуда на запад. У Геренштата Александр Александрович во главе 1500 отряда пионеров исследовал подходы к прусскому лагерю. Прозоровский принял участие в Берлинской экспедиции 1760 года под началом генерала Готтлоба Курта Генриха Тотлебена, в которой возглавил батальон Второго Гренадерского полка. Прозоровский со своим батальоном (имея 2 пушки и 300 человек) атаковал Галльские ворота. И хотя ему добиться большего, чем тем командирам, которые должны были взять Котбугские ворота и ворота Клеин Франкфурт, но, потеряв 150 солдат и много офицеров, Прозоровский решил отступить. Отряд Тотлебена отошёл к Кёпенику, куда прибыл генерал Захар Григорьевич Чернышёв. И хотя к Берлину подошли прусские армии, в это же время к городу подошли отряд Панина и австрийская армия Ласси. Это привело к сдаче пруссками Берлина. Бригадир Бахман был назначен комендантом Берлина, а Прозоровский за знание иностранных языков был назначен плац-подполковником. Прозоровский квартировал в купеческом доме, расположенном напротив королевского дворца. Александр Александрович писал, что в награду от Тотлебена русские гренадеры получили по 3 талера, солдаты батальона Прозоровского по 6 талеров, полковники по 300 талеров, а Александр Александрович 600 талеров. Кроме того, от жителей города Тотлебен, Бахман и Прозоровсий получили от жителей Берлина подарки. Прозоровский писал, что подаренные ему золотые часы он передарил хозяйке дома, где он жил и столовался.
Получив контрибуцию, русские покинули Берлин. Александр Александрович вместе с Бахманом и Тотлебеном двинулись к Франкфурту-на-Одере, а затем в Милероуз. Там Тотлебен отправил Прозоровского вместе «с знаменами, серебреными и прочими вещьми, взятыми в цейгаузе в Берлине» и письмом в Санкт-Петербург к императрице. Проехав через Познань, Торунь, Грауденц, он прибыл в столицу. Посетив Михаила Илларионовича Воронцова и Ивана Ивановича Шувалова вручил послания. Через несколько дней был приглашен на приём к императрице Елизавете Петровне. После приёма он был оставлен императрицей на обед, позже приглашался на обеды к графу Никите Ивановичу Панину и к великому князю Павлу Петровичу. Пробыв три месяца в столице,. 15 (26) февраля 1761 года он был произведен в полковники и назначен в Углицкий пехотный полк. Получив разрешение, Прозоровский съездил в Москву где посетил мать с которой не виделся с 1755 года
Вернувшись в апреле в столицу, Прозоровский отправился на Вислу, где находился его Углицкий полк. Через полтора месяца он был переведен в Санкт-Петербургский пехотный полк, который входил в корпус Захара Григорьевича Чернышёва. Корпус двинулся в Силезию через Бреславль, к Лигницу, а потом участвовал в штурме Швейдница, после чего ушёл на зимние квартиры в Глац.
Там Прозоровский узнал о том, что новым императором России стал Пётр III. Когда Чернышёв вернулся из Вены и вскрыл посланную новым императором депешу, то корпус узнал о смене союзника и о войне с Данией. В марте 1762 года из Глаца русские перешли в Штригау. Отсюда Чернышёв, взяв ряд офицеров (в том числе А. А. Прозоровского), поехал к прусскому королю в Бреславль. После встречи с Фридрихом II Александр Александрович и другие офицеры направились в Торунь. Новые порядки производства в чины и шефства над полками вызвали недовольство Прозоровского. Александр Александрович в беседе с З. Г. Чернышёвым заявил тому, что планирует после окончания компании перейти на прусскую службу. От этого Захар Григорьевич пытался его отговорить.
После того как император Пётр III прислал приказ корпусу Чернышёва присоединиться к прусскому войску, Александр Александрович в мае 1762 года вновь отправился в Силезию к Лисме, а затем Яурнику, чтобы принять участие в захвате у австрийцев Швейдница. Но новый гонец из России сообщил, что императрицей стала Екатерина II. После сражения при Буркерсдорфе, в котором русская армия участия не приняла, корпус Чернышёва отправился в Россию. Сразу по прибытии Прозоровский получил в командование 4-й Гренадерский полк

### В Речи Посполитой
После окончании войны и возвращении в Россию продолжил с успехом начатую военную карьеру. В 1762 году он не только командовал полком квартировавшим в Вязьме, но и входил в военную комиссию для сочинения штата пехотных полков.
3 (14) августа 1762 года в Россию пришли известия, что правитель Речи Посполитой и курфюрст Саксонии Август III опасно заболел. С его смертью ожидалась новая война. Смоленская дивизия куда входил 4-й Гренадерский полк была приведена в состояние боевой готовности. В связи с этим Александр Александрович попросился отпустить его из комиссии в полк, которым управлял его заместитель. Также комиссия подняла вопрос о присвоении Прозоровскому и ряду иных офицеров генеральского звания. Но в этот раз чин не был присвоен. В марте 1763 года Прозоровский отправился в Вязьму, а оттуда со своим полком в дивизионный лагерь под Смоленск.
5 октября 1763 года Август III умер. После получения новости об этом полк Прозорвского весной 1764 года был направлен на границу в местечко Ляды. В дальнейшем продвижении на территорию Речи Посполитой полк Александра Александровича не участвовал и осенью 1764 года вернулся в Смоленск на зимние квартиры.
24 ноября (5 декабря) 1764 года) произведён в бригадиры. Оставшись командиром этого же полка после поездки в Санкт-Петербург зимой 1765 года начал формирование егерей в Смоленской дивизии. А 18 (29) мая 1766 года произведён в генерал-майоры. А 28 июня 1766 года был награждён орденом Св. Анны.
Принимал участие в Войне с конфедератами: в 1767—1768 годах занят усмирением и розысками противников Станислава Понятовского и России в Литве, Варшаве, Бердичеве, Кракове. Когда в январе 1767 года Смоленской дивизии генерал-поручика Ивана Петровича Нумерса приказано было выступить для борьбы с конфедератами в Литву Александр Александрович находился в Москве. И к двигавшейся к Вильно (старое название г. Вильнюс) армии он присоединился лишь у Минска. От Вильно 16 (27) апреля 1767 года он был направлен в Брест-Литовский. Получив в свой «деташтамент» (отряд) состоявший из Рязанского карабинерного, Выборгского пехотного, Пермского полков полков, Сербского гусарского эскадрона, двухсот донских казаков, одного батальона с егерями и четырёх орудий полевой артиллерии. Летом 1767 года Прозоровский занимался организацией такого выпаса лошадей чтобы не задеть интересы поляков и привлечения армейских лошадей на почту.
В августе 1767 года поручив командование «деташтаментом» Полянскому Прозоровский поехал в Варшаву где собирался сейм. По велению российского посла Николая Васильевича Репнина организовал размещение русских войск у Варшавы. После консультацией с Санкт-Петербургом Н. В. Репнин принял решение арестовать тех депутатов которые активно агитировали против России. 1 (12) октября 1767 года российские войска окружили Варшаву, а отдельные их подразделения арестовали определённых депутатов. Отряд Александра Александровича в этот день занял предместье Варшавы Прагу, а затем взял под контроль перевоз через Вислу и суда занимавшиеся этим. Переправившись на причал вскоре получил от русских офицеров арестованных епископа краковского и Ржевуских. Прозоровский через Прагу вывез их в расположенный у Варшавы российский военный лагерь. 3 (14) октября 1767 года получил новый приказ передав арестованных конвою присланному Петром Никитичем Кречетниковым отправить в разных каретах в Санкт-Петербург. Строго стеречь, защищать и при крайней необходимости «совсем истребить, нежели из рук выпустить». После этого подготовил их к путешествию:

…купил я им вина, чаю, кофею, сахару и другой столовой провизии, а столовую посуду отправил свою. Белья ж постелю, шлафорки и сертуки, так как они были взяты в одних кафтанах, а уже осенние холода наступили, собрав своё и от офицеров, что у кого было.— Прозоровский А. А. Воспоминания генерал-фельдмаршала князя А. А. Прозоровского. М.: Рос. Архив, 2004. стр. 108
После того как конвой под командованием подполковника Семёна Степановича Пишчевича с арестованными отправился в Россию, Прозоровский вернулся в Варшаву и отправил свой деташамент (отряд) в Брест на зимние квартиры. Сам Прозоровский зиму провёл в Варшаве и когда весной 1768 года вновь в городе собрался сейм разместил под городом русский отряд. Сейм утвердил русско-польский договор о диссидентах и вечный мир между странами. За это Александр Александрович был награждён орденом Станислава. Но Прозоровский отказался  объясняя это тем, что таким награждением у него выпадет период службы до «заслуживаемого воздаяния». Александр Александрович написал об этом прошение в Санкт-Петербург. Но пока шёл ответ в котором награду разрешили не принимать, Н. В. Репнин ссылаясь на Екатерину II заставил Прозоровского принять от короля Станислава Августа эту награду.
В марте 1768 года в Варшаву пришли новости, что в феврале в Баре собралась конфедерация. Она отвергала русско-польский договор о дисседентах. Против них был послан генерал-майор Кречетников По словам Прозоровского Кречетников не пошёл к Бару где была большая часть конфедератов, а осадил Бердичев где располагалась меньшая их часть. Видя это собрав из разных корпусов(в том числе и из деташамента Прозоровского) новый отряд под командованием Апраксина, Н. В. Репнин отправил его на Бар. Находившийся в Варшаве Александр Александрович по приказу российского посла должен был собрав войска стоявшие в Люблине, Хелме, Луцке ехать на соединение с Кречетниковым.7 (18) июня 1768 года выехав из Варшавы через Люблин 10 (21) июня 1768 года прибыл в Луцк. Где встретил отряд полковников Кара и Игелстрома, узнал о расположении отрядов конфедератов. А также стал ждать подхода отрядов из Хелма и Бреста. 11 (22) июня 1768 года получив новости о том, что Кречетников взял Бердичев, Апраксин был разбит у Бара, а Ежи Марцин Любомирский перешёл на сторону конфедератов. Дождавшись приближения брестского отряда 13 (24) июня 1768 года Прозоровский выступил из Луцка. Через местечко Радзивиллы на крепость Броды, где в её окрестностях у Топорова ловил конфедератов. Вернувшись 17 (28) июня 1768 года Прозоровский узнал, что Апраксин был не разбит у Бара, а захватил город. После небольшого отдыха 19 (30) июня 1768 года Александр Александрович вместе со своим отрядом через Збараж, Лытычев направился в Линцы где стоял генерал-майор Кречетников куда и прибыл 24 июня (5 июля) 1768 года. Генерал-майор направил Прозоровского преследовать тех конфедератов, что ушли к Кракову. Александр Александрович через Збараж направился на Санок, где находилась ещё одна конфедерация. 14 (25) июля 1768 года отряд Прозоровского приблизившись к Кракову постарался запереть конфедератов в городе. Под Краковом Александр Александрович разбил Любомирского и планировал захват города. Но после прибытия 18 (29) июля 1768 года старшего по званию Апраксина тот и возглавил осаду Кракова. Во время штурма Кракова в августе 1768 года отряд Прозоровского вслед за отрядом полковника Алексея Николаевича Сухотина через Новые ворота вошёл в город. После взятия Кракова Александр Александрович 6 (17) августа 1768 года отправился в Варшаву куда был призван письмом полученным до штурма. И хотя Прозоровский получил известие, что его планируют поставить вместо Кречетникова официально он ехал сообщить о победе русского войска. Там все участники штурма Кракова были награждены третью годового жалования. Кроме того по указу от 25 сентября (6 октября) 1768 года Апраксин получил 5.000 рублей, Прозоровский орден святой Анны, остальные отличившиеся получили чины или денежные награды
Посол Н. В. Репнин посвятил Прозоровского в то, что ожидается война с Османской империей (Оттоманской Портой). Та требовала вывести российские войска из Речи Посполитой. Оттоманская Порта была недовольна действиями генерал-майора Кречетникова на её границах Прозоровский получив подкрепление (Тверской карабинерный, и Харковский гусарский, Троицкий и Белозерский пехотный полки, полк донских казаков, три эскадрона гусар) был направлен направлен сменить Кречетникова. Прибыв 20 сентября (1 октября) 1768 года в Тулчин Александр Александрович вручил приказ Военной коллегии о том генерал-майор должен был не позже чем за сутки передать корпус Прозоровскому,
а сам явится к генерал-аншефу Румянцеву. После отбытия Кречетникова Александр Александрович арестовал тех офицеров, что вместе с генерал-майором подозревались в грабежах, а также бороться с гайдамаками. Кроме того, Прозоровский направил письма Хадым-Ибрагим-паше Хотинскому и господарю Молдавскому в которых гарантировал строгость границы и демонстрировал добрососедские отношения. После этого Александр Александрович перенёс резиденцию из Тулчина в Винницу, находившуюся дальше от границы

### Георгиевский кавалер
Вскоре началась русско-турецкая война 1768—1774 годов. В 1768 году Александр Александрович укреплял Броды и Полонную, готовил армейские магазины для первой армии. Её начальником стал генерал-аншеф Александр Михайлович Голицын. Прозоровский возглавил авангард первой армии.
В январе 1769 года было принято решение атаковать Хотин, чтобы его взять или хотя бы отвлечь противника от Новой Сербии. Но 21 января (1 февраля) 1769 года вторжение двухтысячного отряда татар в Речь Посполитую отдалило эти планы. Лишь 4 (15) марта 1769 года удалось подойти к Хотину Прозоровкий утверждал, что он не смог взять в марте Хотин так как завистники оговорили его перед А. М. Голицыным и Александр Александрович не получил от начальства просимые подкрепления. Но в марте 1769 года удалось лишь сжечь турецкие магазины, построенные по Днестру, да разбить отдельные отряды конфедератов Пулавских и гайдамаков. 25 марта (5 апреля) 1769 года к нему обратились «шесть волоских капитанов, которые с народом уже на сю сторону пришли и отдавали себя под протекцию». Их решили разместить в Новой Сербии на землях Новороссийской губернии. 1000 семей переселенцев сопровождал майор В. С. Зверев. Съездив в апреле 1769 года на осмотр местности к Хотину Александр Александрович приготовил свои войска к выступлению под эту крепость. 14 (25) апреля 1769 года часть отрядов Прозоровского переправились через Днестр у Калюса. Через три дня у деревень Новоселицы и Вертиковцы произошло столкновение с отрядом Караман-Паши. В русском отряде было убито 19 человек, ранено 41 человек убито 4. Но в турецком отряде было убито 400 человек, русским удалось захватить 4 знамени, 2 бубна и 200 лошадей. И хотя в апреле 1769 года армия под командованием Голицына вновь разбила Караман-Пашу (в этой битве также участвовал Прозоровский), но на военном совете из-за отсутствия осадной артиллерии было принято решение снять осаду Хотина и отступить к границе. Александр Александрович командовал арьергардом. 20 апреля (1 мая) 1769 года узнав, что войска сераскир Абаза-Паши напали на отступающий русский обоз вступил с ними в бой. В сражении турки потеряли 300 убитых, а русский отряд захватил серебряную булаву, два знамени. После чего отступил за Днестр За действия под Хотином 24 мая (4 июня) 1769 года получил в награду Орден Александра Невского. Информаторы Прозоровского сообщали Александру Александровичу, что с одной стороны к конфедератам стремятся примкнуть Львов и киевский староста, а с другой стороны собрали в Молдавском княжестве более 100 тысяч войска (в том числе в Хотине более 4.000). В июне 1769 года в нескольких местах турецкие и татарские отрады партиями по 4.000-6.000 перешли Днестр и вошли в Речь Посполитую Прозоровский смог заманить и 19 (30) июня 1769 года разбить 20.000 турецко-татарский корпус у Каменца-Подольского. После победы и небольшого отдыха Александр Александрович двинулся к Хотину который осаждал А. М. Голицын, разбив у леса Буковины турецкий корпус. Подойдя к Хотину Прозоровский занял дорогу ведущую на Бендеры. Узнав о приближении к Хотину войска крымского хана (в которое входили турки и конфедераты) Александр Александрович выступил навстречу Проведя рекогносцировку у села Таборы, завлёк ханское войско к селу Липчаны где находились русские силы. В результате сражения 22 июля (2 августа) 1769 года Прозоровский с полученными подкреплениями разбил крымско-татарское войско подошедшее к Хотину, заставив того отступить к Липчанам. 25 июля (5 августа) 1769 года к Хотину подошло войско Колдазанджи-паши. Александр Александрович в свои мемуарах писал, что русские оценив численность турецкого войско свыше шестидясяти тысяч 1 (12) августа 1769 года приняли решение отступить обратно за Днестр. И на следующий день переправились через реку. Следующий месяц войска Прозоровского отбивали вторжения турецких и татарских отрядов. После сражения 29 августа (9 сентября) 1769 года в Рачевском лесу турецкие войска были разбиты и русские вновь перешли к осаде Хотина.9 (20) сентября 1769 года Хотин был взят. После взятия крепости Прозоровский вместе с генерал-поручиком Эльмптом был направлен с отрядом на юг в Молдове к Яссам. После отъезда Эльмпта возглавил этот отряд. Встав на зимние квартиры Александр Александрович отправлял отряды по Молдове и части Валахии. Прозоровский вступил в переговоры с местной знатью. Пырвул (Пров) Кантакузен лидер валашской прорусской знати приехав к 7 (18) ноября 1769 года из Бухареста в Фокшаны принёс присягу России. Количество войск у Прозоровского не позволяло пойти на Валахию и он направил в Бухарест на помощь Кантакузену сотню донских казаков. А ещё один отряд подполковника Фёдора Ивановича Фабрициана был направлен на Галац. Этим отрядам удалось взять города и захватить в плен господарей Константина Маврокордата и Григория III Гику

Зимой1769-1770 в Молдавское княжество прибыло несколько русских полков. И Прозоровский совершив несколько разъездов по княжеству 3 (14) марта 1770 года получил приказ о переводе во вторую армию к Петру Ивановичу Панину. 1 (12) мая 1770 года Александр Александрович во главе корпуса, состоявшего из запорожского войска, 5000 калмыков, Донского, Борисогдебского драгунского полков и 4 гусарских и пикинёрных эскадронов был направлен занять территорию между рек Днестра и Буга. Прозоровскому предстояло обеспечить изоляцию Бендер. Действуя у Очакова, Хаджибея в нескольких полевых сражениях разбил войска противника, отбив более 5000 «волохов» и множество скота направил их в российские земли. Александр Александрович вёл переговоры о размещении с главами принявших российское подданство едисанских,джамбуйлукских и буджакских татар. 7 (18) октября 1770 года, получил письмо в котором сообщалось, что указом от 10 (21) сентября 1770 года он за победу над турками под Очаковым был награждён учреждённым Георгиевским орденом 3 класса № 21.
За храброе и искусное предводительство при разбитии под Очаковым неприятельской партии, состоявшей в 3 тысячах человек.
26 декабря 1770 года (6 января 1771) получив до 15 (26) марта 1771 года отпуск посетил Санкт-Петербург и Москву Вернувшись весной во вторую армию получил от Василия Михайловича Долгорукова командование передовым корпусом. В июне 1771 года армия двинулась к Перекопу, которого достигла к 12 (23) июня 1771 года. При штурме Перекопа в 1771 году возглавляет рейд через Сиваш. Корпус Прозоровского пройдя Гнилое море разбил 30.000 отряд противника и направив Щербатова по Арабатской Стрелке сам двинулся к Перекопу. Этот рейд ускорил сдачу крепости. После взятия Перекопа корус Александра Александровича направился на Кефу. А в июле направлен к Бахчисараю, чтобы оттуда взять под контроль крымские порты от Перекопа до Судака. 5 (16) августа 1771 года Александр Александрович получил Московский легион Ещё в августе 1771 года было принято решение, что большая часть русской армии покинет Крым. Оставив гарнизоны в Кефе, Козлове и Перекопе Большая часть русских войск покинула полуостров. В сентябре 171 года Прозоровский разместил свой корпус у Дона, а свою штаб-квартиру в Дмитриевской крепости. Так как в окрестностях Таганрога была выявлена «язва» он постарался изолировать войска от проникновения болезни
15 (26) марта 1772 года Александр Александрович получил приказ идти в Крым. Туда ему предстояло скрытно приплыть на понтонах через Генический пролив. Это было вызвано ткм, что Крымский корпус Щербатова ослаб от болезней и ожидались столкновения с протурецки настроеными татарами, а также турецкий десант в Крым. Летом 1772 года Щербатов заболел и передал свои войска Прозоровскому. Александ Александрович обеспечивал спокойствие в Крыму 9 (20) мая 1773 года Прозоровский узнал, что 21 апреля (2 мая) 1773 года стал генерал-поручиком Летом 1773 года Алекандр Александрович заболел и желая сменить крымский климат, на более комфортный попросил разрешить вернутся в Россию. Добившись этого и передав Крымский корпус генерал-майору Якоби Прозоровский уехал на Днепр После выздоровления Александр Александрович посетил императорский двор. Где получив в награду 15000 рублей отправился во вторую армию В. М. Долгорукова
Вернувшись в Крым Прозоровский обнаружил, что турецкий флот появляется у берегов полуострова. 17 (28) июля 1774 года были получены известия о высадке турецкого десанта у Алушты. 18 (29) июля 1774 года по приказу Долгорукова Прозоровский направил туда 5 эскадронов гусар, часть легиона и полк под командованием генерал-майора Якоби, а сам выдвинулся к Салгиру. После того как турки одержали победу и заняли позиции Алуштинского поста к Прозоровскому стали поступать сведения, что татары в разных местах готовят оружие и планируют выступить вместе с турками. Что вскоре и произошло. Приказом Долгорукого Прозоровский для прикрытия коммуникаций занял позицию у Ахт-мечети. А оттуда направился к Кефе, где встретил заключение Кючук-Кайнарджийского мира.
Зимой 1774 года В. М. Долгоруков был вызван в Россию. И в январе 1775 года командование второй армией, вскоре преобразованной в корпус, было передано Прозоровскому. Александр Александрович представил Румянцеву своё видение того как закрепить за Российской империей присоединённые земли. Среди высказанных идей он предлагал ввести карантин на пристанях, о создании порта на Южном Буге или Днепре, о запорожских казаках. Екатерина II поддержала Прозоровского и в июне 1775 года ликвидировала сечь.10 (21) июля 1775 года в награду за службу Александр Александрович получил шпагу украшенную алмазами. Прозоровский командовал войсками располагавшимися у Крыма и Кубани. В 1776 году, Александр Александрович восстановил в Крыму пророссийские позиции поставив Шагин-Гирея. А в конце 1776 года Прозоровский у Карас-базара разбил восставших против Шагин-Гирея. За всё это 22 сентября (3 октября) 1777 года был награждён 20.000 рублей. В марте 1777 года Александр Александрович тяжело заболел. Он получил двухлетний отпуск и отправился на минеральные воды за границу. Вернувшись из-за границы Прозоровский был направлен в Украинскую дивизию под начало фельдмаршала Петра Александровича Румянцева-Задунайского.

В 1778 году возглавил войско, направленное в Крым для подавления восстания Батыр-Гирея. За быстрое и успешное «умиротворение» края награждён Орденом Св. Георгия 2 кл. № 12 28 ноября (9 декабря) 1778 года: 
В 1771 году с конницей учинив вброд через Сиваш переправу в тыл неприятелю и открыли нашим войскам свободный вход в Крым; потом поразив неприятеля под Кефою и, наконец, в 1775 году, предводительствуя знатным отрядом войск в Крыму, содействовали, к удовольствию нашему, в выполнении всей препорученной вам от нас секретной комиссии и уничтожением всех неприятельских действий предупредили важнейшия от того следствия
Позднее, при Александре I, возглавлял Георгиевскую думу, совет, решавший, кто из представленных к этой награде её достоин.

### Труды на гражданском поприще
В сентябре 1780 года женился на дочери генерал-аншефа Михаила Никитича Волконского, княжне Анне Михайловне Волконской, брак их оказался не очень счастливым. Указом от 13 (24) июня 1781 года был назначен генерал-губернатором Орловского и Курского наместничеств. Прозоровский в Курск на смену Петру Александровичу Румянцеву-Задунайскому прибыл в июле. В следующий месяц центр Курска пострадал от сильного пожара сгорели многие деревянные и каменные дома. Обратившись в Санкт-Петербургскую комиссию к архитектору И. Лему Александр Александрович добился утверждения в феврале 1782 у императрицы нового плана города и после этого начал перестройку пострадавших районов. Но за полгода на месте пожарища многие купцы успели создать лавки. Прозоровский приказал снести все временные строения, но всем купцам предоставил возможность создать их на создаваемом Гостином дворе. Для этого купец мог выбрать номер участка и получить под проценты ссуду от 300 до 2000 рублей. Прозоровский с учётом местности скорректировал утвержденный план и ради Флоровской церкви передвинул Гостинную улицу, добавил Троицкую  и Луговую улицы. Эти и другие улицы застраивались каменными домами. Было засыпано озеро Гнилище и крепостной ров. Площадь Курска выросла в три раза.
6 сентября 1783 года в Прозоровский торжественно открыл строительство здания присутственных мест. При Александре Александровиче в Курске были созданы первые в городе больница, публичная аптека, а также Благородное училище для детей дворян Курской и Орловской губерний.
В Орловской губернии Прозороский упорядочил работу почты, созданной его предшественником Репниным. Упорядочил делопроизводство. Пытался возродить сообщение по забытому тракту Старый Оскол — Ливны.
Но вскоре Прозоровский перестал быть наместником. «Русский биографический словарь» объяснял это тем, что в 1781 году Александр Александрович принял своё назначение с условием, что будет продолжать числиться в списках российской армии, однако, в июле 1782 года, был сделан генерал-аншефом и сенатором с одновременным исключением из штатных армейских списков
Протесты и просьбы не помогали, поэтому 21 декабря 1783 года (1 января 1784) Прозоровский ушёл в отставку,по окладу полного армейского генерала. Шесть лет провел в своих деревнях. Помимо обычных занятий сельского хозяина, посвящал время и литературному труду, приводил в порядок свои записи и воспоминания о минувших военных походах.

### Управление Москвой
19 февраля (2 марта) 1790 года Александр Александрович назначен Екатериной II главнокомандующим Москвы, а также сенатором. Прозоровский получил в подчинение войска, находящиеся в Москве, Московской и Смоленской губерниях и в Беларуси. И был награждён Орденом Святого Андрея Первозванного. Григорий Александрович Потёмкин в переписке с Екатериной II, дал характеристику назначению Прозоровского: «Ваше Величество выдвинули из Вашего арсенала самую старую пушку, которая будет непременно стрелять в Вашу цель потому, что своей собственной не имеет. Только берегитесь, чтобы она не запятнала кровью в потомстве имя Вашего Величества». «Русский биографический словарь» писал, что императрица ценила и отличала Прозоровского как надёжного исполнителя её воли, но не любила его за крутой нрав, резкость и излишнюю болтливость. Она тяготилась его посещениями, пусть даже по делу, и за глаза высмеивала его «подьяческие» привычки, вроде употребления к месту и не к месту слова «сиречь». Её переписка с Прозоровским суха и официальна по стилю, ничего личного, речь идёт исключительно о делах.
В тот момент, однако, встревоженная первыми признаками начавшегося, под влиянием успехов Французской революции, брожения умов, Екатерина II желала иметь в Москве именно такого жёсткого и исполнительного человека, каким был Прозоровский. Его предшественник на посту главнокомандующего, Пётр Дмитриевич Еропкин, в её глазах, был человеком слишком мягким по характеру для того, чтобы беспощадно искоренять крамолу. Первым распоряжением Прозоровского на новом посту было увольнение в отставку московского губернатора Петра Васильевича Лопухина, известного либерала и масона. Вскоре разразилась гроза над Александром Николаевичем Радищевым, преданным суду за своё «Путешествие из Петербурга в Москву». По приказанию императрицы Прозоровский 13 (24) апреля 1792 года сделал обыск в типографии, а 22 апреля (3 мая) 1792 года арестовал Николая Ивановича Новикова. В этот же месяц были арестованы и товарищи Н. И. Новикова. Выполняя инструкции Екатерины, князь вкладывал в дело чрезмерное усердие. В громкое политическое дело вырос выявленный факт продажи французских календарей, с новым летоисчислением. Прозоровский конфисковал у книготорговцев календари и запретив продажу в России. Суровым режимом в Москве он нажил много врагов и недоброжелателей, так и не приобретя ни любви, ни искренней признательности императрицы. 21 марта (1 апреля) 1795 года, получив в награду Орден Святого Владимира I степени, 12.000 рублей прибавки к жалованию, шефство над Московским гренадерским полком Прозоровский был отправлен в отставку. 30 сентября (11 октября) 1791 года после очередного пожара Прозоровский подчинил пожарную охрану Москвы полиции, регламентировав её действия.

### Деревенские дела
В октябре 1795 года в связи с беспорядками в присоединенных у Речи Посполитой землях Прозоровский отправился в своё волынское имение. Вскоре он получил письмо Михаила Илларионовича Кутузова, в котором тот приносил соболезнования Прозоровскому по поводу семейных (умерла дочь Елизавета) и служебных несчастий. И, сообщив о третьем разделе, просил присмотреть за владениями Кутузова, расположенными по соседству.
Павел I, при своём вступлении на престол, 24 ноября (5 декабря) 1796 года назначил князя Прозоровского в качестве генерала от инфантерии командующим 1-й Смоленской дивизией в армии Петра Александровича Румянцева-Задунайского. После смерти последнего 8 (19) декабря 1796 года, Прозоровский как старший по чину принял командование над армией. Но уже 6 (17) января 1797 года, неожиданно, как и Суворов, отставлен от службы высочайшим приказом и удалён в деревню. Формулировка приказа: «Всем генералам не отлучаться без особого повеления от своей команды, так как оное сделал генерал от инфантерии князь Прозоровский, вступя в командование не своей части, за то оному и отказано от команды с повелением ехать в свои деревни».
Александр Александрович владел большими владениями в Покровском уезде. Часть земель в размере 200 десятин в виде дачи через межевание отошла в казну и в качестве оброчной выдана крестьянам. Князь Прозоровский в 1802 году добился возвращения этой дачи себе.

### Вновь военачальник
Александр I возвратил князя на службу. Александр Александрович Прозоровский 12 (24) декабря 1805 года как старейший георгиевский кавалер возглавлял делегацию награждавшую императора Орденом Георгия I степени. Но Александр I, принял лишь орден IV степени. В конце 1806 года Александр Александрович был назначен начальником милиции VI области (ополчения южных губерний). А 30 августа (11 сентября) 1807 года возведён в генерал-фельдмаршалы и назначен командующим Молдавской армией, действующей против турок. И хотя Прозоровскому было за 70 и его одолевали подагра и хирагра он был бодр духом. Александр Александрович помня о возрасте попросил у императора Александра I дать ему в помощники киевского военного губернатора Михаила Илларионовича Кутузова В армию Александр Александрович прибыл в конце сентября 1808 года во время действия Слободзейского перемирия, ратифицированного Казимиром Ивановичем Мейендорфом. И так как русская и турецкая армия были разделены Дунаем, то исполняя указания императора придерживался его. Летом 1808 года в результате переворота, в котором участвовала дунайская армия Байракара Мустафа IV, был свергнут и новым турецким султаном стал Махмуд II. Прозоровский, солдаты которого страдали от болезней предложил императору воспользоваться моментом и возобновить боевые действия осенью 1808 года, чтобы захватить Браилов и другие придунайские крепости. Александр I из Эрфурта поручил Прозоровскому вести переговоры о мире. Император требовал проведения границы по Дунаю, а при не согласии турок предписывал начать боевые действия. 23 октября (4 ноября) 1808 года Александр Александрович отправил к Байракару, ставшему визирем, Александра Григорьевича Красенокутского. Тот через неделю прибыл в Стамбул. Но в ноябре 1808 года там вспыхнул янычарский мятеж в пользу свергнутого Мустафы IV. В ходе него был убит визирь Байракару. Новый визирь согласился отправить переговорщиков в Яссы, но на деле тянул время. Заключив союз с Англией Османская империя отказалась пойти на мир. 22 марта (3 апреля) 1809 года Прозоровский объявил о возобновлении боевых действий. Он планировал во главе 80-тысячной армии захватить Браилов, Тульчу, Журжу, Измаил и склонить турок к миру. Но эти предприятия закончились неудачно. Попытка М. А. Милорадовича через три дня штурмом взять Журжу закончилась неудачей и большими потерями. 8 (20) апреля 1809 года главные силы армии (35-тысяч человек) осадили Браилов и 10 дней вели его обстрел. Штурм Браилова в ночь с 19 на 20 апреля по старому стилю, начатый по настоянию М. И. Кутузова, отбит с большими потерями. После этого 7 (19) мая 1809 года Прозоровский снял осаду Браилова и, начав отвод армии на удобные позиции, поручил М. И. Кутузову найти хорошую переправу через Сирет. Не удовлетворенный выбором сделанным М. И. Кутузовым и К. Ф. Толем, сделал выговор последнему. К. Ф. Толь попросился о переводе, а Прозоровский и Кутузов написали несколько жалоб друг на друга. Результатом всего этого стало удаление Кутузова от армии (Кутузов получил назначение в виленские генерал-губернаторы). 27 июля (8 августа) 1809 года Прозоровский переправил армию через Дунай: Корпус генерала Засса овладел 31 июля (12 августа) 1809 года Исакчей, а 2 (14) августа 1809 года Тульчей, атаман Платов 2 (14) августа 1809 года вступил в Бабадаг, сам фельдмаршал 6 (18) августа 1809 года расположился у Мачинского гирла.

## Смерть
Но силы оставили Александра Александровича. Почувствовав приближение смерти, Прозоровский простился со своим штабом. Но до последнего дня выполнял свои обязанности. В «пятом часу пополудни» 9 (21) августа 1809 года, находясь в полной памяти и сам себе прочитав отходную, Александр Александрович Прозоровский умер в полевом лагере за Дунаем.
В честь Прозоровского Александр I 18 (30) августа 1809 года на три дня во всей армии объявил траур. По желанию Александра Александровича его погребли в Киево-Печерской лавре. Погребение произошло 16 (28) октября 1809 года. В 1816 году его прах перенесён в каменный дом, пожалованный Прозоровским дому инвалидов. Через несколько десятилетий этот прах был положен в основание Прозоровской башни Киевской крепости, а инвалидный дом снесён. Сердце фельдмаршала, помещенное в серебряную урну, находилось в Александро-Невской церкви в Печерской части Киева у Васильевской заставы.

## Семья
С 1780 года был женат на фрейлине княжне Анне Михайловне Волконской (1749—1824), дочери московского градоначальника генерал-аншефа князя Михаила Никитича Волконского. До замужества с сентября 1775 года была обручена с князем П. М. Голицыным, но в ноябре 1775 года он был убит на дуэли. В 1801 году была пожалована в статс-дамы, а дочь её во фрейлины; 18 апреля 1809 года получила орден св. Екатерины первого класса. В 1815 году сопровождала императрицу Елизавету Алексеевну в путешествии за границу, за что получила, по возвращении в Петербург, в знак признательности, небольшой портрет Государыни в медальоне, украшенном бриллиантами, который всегда носила на груди, на цепочке. В браке имели двух дочерей:
- Елизавета (Елена) (22 июля 1781— 20 июня 1795)[168], её ранняя смерть так подействовала на её мать, что она упала в обморок, и все старания привести её в чувство были безуспешны. Доктора сочли её мертвою; её положили на стол, и уже двор и весь город спешили на панихиду, когда её горничной и жившему в её доме французу доктору пришло в голову, что княгиня не умерла, а находится в летаргическом сне, что и оказалось на самом деле. Княгиня ожила, поправилась и скончалась в преклонных летах. По рассказам император Александр II в детстве всегда пугался княгини А. Прозоровской, которую видел при дворе своей бабушки, так как ему сказали, что она раз была уже мертвой.
- Анна (28.12.1782—12.12.1863), фрейлина, с 1809 года замужем за князем Фёдором Сергеевичем Голицыным, их сыну Александру было высочайше позволено с 10 ноября 1854 года потомственно именоваться князем Голицыным-Прозоровским[169].

Со смертью князя Прозоровского, двух его дочерей, и его внучатых племянников в 1870 году род Прозоровских угас.

## Комментарии
1. ↑  А. К. Афанасьев в предисловии к «Запискам генерал фельдмаршала князя Александра Александровича Прозоровского» указывал: 

Точная дата рождения Прозоровского не известна: биографы обычно называют 1732[1], Н. Ф. Дубровин — 1734 год. Сам же князь писал о времени своего появления на свет: «по исчислению полагаю оное в 1733 году». Поэтому временем рождения А. А. Прозоровского следует считать 1733 г. Это первое существенное исправление фактических ошибок, допущенных в литературе из-за того, что не были известны воспоминания Прозоровского, хранившиеся в семейном архиве.
2. ↑  Этот, старший Александр, учился в Сухопутном кадетском шляхетном корпусе, что биографы, начиная с Д. Н. Бантыш-Каменского, нередко приписывали младшему Александру; обучение продолжалось с 1732 по 1736 год.
3. ↑  это по старому стилю,а по новому будет ночь с 29 на 30 августа
4. ↑  это по старому стилю,а по новому 25
5. ↑  В своих "Воспоминаниях..." Прозоровский писал о том, что пуля застряла и её извлекли лекари[31], а в "Родословная князей Прозоровских" он писал, что пуля прошла навылет. Вторая версия указана в русском биографическом словаре[29]
6. ↑  А.А.Прозоровский в "Воспоминаниях" (стр. 55) писал, что: "отпущен я был обратно к дивизии, где за бытие на Цорндорфском сражении произведен пример-майором и определен в Воронежской полк111, куда и отправился". Но назначение в премьер-майоры произошло в декабре 1759 года[36], а уже летом 1759 года он служил в новом полку[37]
7. ↑  Со своим корпусом они соединились у Аураса[57]
8. ↑  В своих Воспоминаниях Прозоровский на стр.90 датирует это 1 (12) января 1765 года, но в Родословной на стр. 719 он указывает ноябрь 1764 года
9. ↑  В своих Воспоминаниях Прозоровский на стр.90 датирует это июнем, но в Родословной он указывает 18 мая 1766 года; а Бантыш-Каменский, Д. Н. на стр.2 вероятно ошибочно датирует это 1765 годом
10. ↑   "Русский биографический словарь" на стр.5 июнем-августом 1767 года датировалт действия у Бердичева и Кракова, но это произошло в 1768 году
11. ↑  В своих воспоминаниях Прозоровский к ним относит епископа краковского Каетана Игнация Солтыка, епископа киевского Юзефа Анджея Залусского, польного гетмана Петра Вацлава Ржевуского и его сына Северина
12. ↑   так как ею также наградили полковников Игелстрома и Кара имевших меньшее, чем он звание
13. ↑  Частично заменив их отрядами из  иных мест
14. ↑  8 (19) июня 1768 года
15. ↑  "Русский биографический словарь" на стр.5 ошибочно датировал действия у Бердичева против конфедератов 18 июня 1767, а не 1768 года. Словарь пишет, что отряд Алесандра Александровича напав на противника пленил около 500 человек.
16. ↑  проехал его28 июня (9 июля) 1768 года
17. ↑  "Русский биографический словарь" на стр.5 действия у Санока и Кракова ошибочно датировала 1767 годом
18. ↑  Одни источники называют 19 апреля, другие 20 апреля  по старому стилю
19. ↑  Указ датирован 11 (22) мая 1769 года
20. ↑  В Родословной князей Прозоровских лес ошибочно назван Врачевским
21. ↑  Прозоровский датирует это разными датами от 6 до 24 декабря 1770 года (по старому стилю)
22. ↑  Русский биографический словарь датировал перевод 16 марта 1770 года, в Родословной князей Прозоровских "командирование" датировано 19 марта[115]
23. ↑  За Сиваш Прозоровский позже получил Георгиевский орден второй степени[120].
24. ↑   В "Родословной князей Прозоровский" Александр Александрович писал, что был назначен шефом этого легиона
25. ↑  Русский биографический словарь утверждал, что в 1774 году находясь в зоне боевых действий Александр Александрович участвовал в сражениях под Шумлой, Рущуком, Козлуджи, Енибазаром и Кулевчею[129], но в своих мемуарах Прозоровский описывая 1774 год о себе ничего не написал[130], но под Шумлой был Прозоровский, Андрей Иванович[131]
26. ↑  Свои мысли о запорожцах Прозоровский еще в 1770 году сообщал Чернышеву[133]
27. ↑  В Родословной князей Прозоровских № 51 стр. 729 и у Бантыш-Каменского, Д. Н. стр. 4 ошибочно указывается 1780
28. ↑  Улица Марата
29. ↑   Улица Пионеров
30. ↑  В Родословной князей Прозоровских № 51 стр. 729-730 сам Прозоровский датировал это событие 28 июня (9 июля) 1783 года
31. ↑  Сам Прозоровский возиожно ошибочно в Родословной князей Прозоровских указывает иную датировку: "Изнемогши по долговременной своей службе, в 1784 году просил он всеподданнейше от ЕЯ ИМПЕРАТОРСКАГО ВЕЛИЧЕСТВА увольнения. И декабря 18-го уволен"[143]
32. ↑  Заняв место в пятом департаменте Сената
33. ↑   Русский биографический словарь говорит о  5000 убитых и раненых; Бантыш-Каменский о потере 3000 человек
34. ↑  7 августа он вручил орден Паскевичу, а 9 августа отдал военные распоряжения и отправил курьера к императору